# Aluntia schimperii
Aluntia schimperii är en insektsart som först beskrevs av Gutrin-mtneville 1849.  Aluntia schimperii ingår i släktet Aluntia och familjen Dictyopharidae. Inga underarter finns listade i Catalogue of Life.